# Béliers de Quimper UJAP 1984
El Béliers de Quimper UJAP 1984 es un equipo de baloncesto francés con sede en la ciudad de Quimper, que compite en la Pro B, la segunda división de su país. Disputa sus partidos en la Salle Michel Gloaguen, con capacidad para 2,049 espectadores.

## Historia
El club nació en 1984, tras la fusión de dos clubes de Quimper: el Jeanne d'Arc y el Phalange d'Arvor y gracias a la iniciativa de Michel Gloaguen, presidente del Phalange d'Arvor y Louis Le Boedec, presidente del Jeanne d'Arc; creando así el Union Jeanne d'Arc Phalange Quimper. El UJAP fue, a principio de los años 90s, el club más grande de Francia en términos de licencias (alrededor de 550 fichas).

### Ascenso
El club ha tenido tres ciclos. El primero, Una fase de construcción a partir del año 1984. Marc Poriel logró llevar al primer equipo a nivel nacional, mientras que el club en su conjunto estaba trabajando cada vez más en la formación de jugadores jóvenes con la llegada de entrenadores muy cualificados. El segundo, Una fase de consolidación a partir del año 1991. Christian Marc, primer entrenador con nómina de la historia del club, llevó al club a la Nationale Masculine 2 y creó una sección cadete. El tercero, Una fase de profesionalización que se inició en 1999, año en el que llegó el entrenador nacido en Cholet Olivier Cousin. 
Logró ascender al equipo a la Pro B tras una temporada en la Nationale Masculine 2 y dominar en la Nationale Masculine 1 (3.ª temporada que jugaban en esa liga). A pesar de que tenían un presupuesto bajo y no entraban en ninguna quiniela, el UJAP rompió todo pronóstico y se clasificó para los play-offs en su primera temporada en la Pro B con fichajes inteligentes y un excelente juego en equipo, dirigidos por Olivier Cousin. La siguiente temporada fue la de la confirmación, a pesar de que abandonaron el equipo para irse a una liga dos grandes jugadores estadounidenses como J.K. Edwards y Ben Dewar, el UJAP se clasificó de nuevo para los play-offs de la Pro B, otra vez con la ayuda de un gran colectivo y dos nuevos jugadores estadounidenses - Shaun Fein y Gabe Kennedy, que lograron olvidar a sus compatriotas de la campaña anterior. 
Estos éxitos se juntaron con los de la siguiente temporada (2006-2007), a pesar de un irregular inicio de temporada, volvieron a encontrar su juego a mitad de temporada y finalizaron 3.º en liga. En contradicción a temporadas anteriores, Olivier Cousin y el equipo pasaron las dos rondas de play-offs y se presentaron en la final. A un partido del ascenso a la Pro A, el equipo acabó sucumbiendo contra el Jeanne d'Arc Vichy, que logró un merecido ascenso tras quedar 1.º de la fase regular.

### Años Negros
Ese partido también marcó el final de un ciclo: el entrenador Olivier Cousin fichó por el ÉB Pau-Orthez y el equipo se desmontó en gran medida, incluyendo sus dos jugadores estadounidenses, que probaron suerte en clubes mejores. Con un nuevo entrenador, François Péronnet, y una plantilla que sólo tenía como anotador a Mathieu Tensorer, en la temporada 2007/2008 comenzó el declive del equipo en la Pro B. Después de una temporada con un mal ambiente (mal ambiente en el equipo y el personal el entrenador interrumpido por el público), el club terminó en 12.º lugar. François Péronnet, que había sido fichado inicialmente por dos años, fue despedido en mayo de 2008.
Todo tenía que empezar de nuevo. En la temporada 2008/2009 llegó un nuevo entrenador como Jacky Périgois, antiguo director del centro de formación del Cholet Basket; Se hicieron unos fichajes modestos (debido en parte a un presupuesto reducido por el despido de François Péronnet), centrados principalmente en jugadores franceses. El objetivo era volver a crear la armonía perdida entre el equipo y su público, pero la operación se convirtió rápidamente en un desastre. Obstaculizada por las lesiones de jugadores clave y los fichajes fallidos de jugadores extranjeros, el equipo acumuló varias derrotas seguidas que llevó a la directiva a despedir a Jacky Périgois en noviembre de 2008. 
Olivier Pons, el entrenador asistente, fue nombrado entrenador hasta el final de la temporada. Una tímida reacción de orgullo del equipo no impidió al club para terminar en la 18.ª y última posición de la liga, que era sinónimo de descender a la Nationale Masculine 1. La mala suerte para unos fue la felicidad para otros, ya que UJAP dos semanas antes del inicio de la liga, se enteró de que continuaba en la Pro B por las dificultades financieras del Union Al Roche - Case Métropole Basket y del Besançon Basket Comté Doubs.

### Regreso de Olivier Cousin
Fue entonces cuando Olivier Cousin volvió al club tras dos temporadas (entrenó al ÉB Pau-Orthez y CSP Limoges). Con un plantilla que se confeccionó en el último momento y debido a las numerosas lesiones de los jugadores importantes, el inicio de la temporada 2009-2010 fue muy complicado. Olivier Cousin y Olivier Pons, sin embargo, tuvieron éxito, ya que a mitad de temporada contrataron a dos jugadores estadounidenses "refuerzos temporales" como Andrew Lovedale y McHugh Mattis - que dieron vida al equipo. Impulsado por su fiel afición, el UJAP logró encadenar varias victorias importantes, incluyendo una histórica primera victoria contra su gran rival del departamento de Finisterre, el Étendard de Brest, lo que permitió al equipo salvarse en la última jornada, ya que vencieron al JSA Bordeaux Basket.
A final de la temporada 2011-2012, quedaron 17.º en la Pro B y descendieron a la Nationale Masculine 1. Al final de la temporada 2014-2015, Quimper descendió a la Nationale Masculine 2, pero por diversos motivos permaneció en la Nationale Masculine 1. Durante la pretemporada, el club sustituyó a la junta directiva y al consejo de administración por una junta de administración de ocho miembros, entre ellos Bernard Kervarec, que se convirtió en el nuevo presidente del club.

## Posiciones en liga
| - 2000 - (1-N2) - 2001 - (8-N1) - 2002 - (7-N1) - 2003 - (3-N1) - 2004 - (1-N1) - 2005 - (6-B) - 2006 - (3-B) | - 2007 - (3-B) - 2008 - (12-B) - 2009 - (18-B) - 2010 - (13-B) - 2011 - (13-B) - 2012 - (17-B) - 2013 - (7-NM1) | - 2014 - (12-NM1) - 2015 - (14-NM1) - 2016 - (9-NM1) - 2017 - (2-NM1) - 2018 - (15-B) - 2019 - (13-B) - 2020 - (2-B)* | - 2021 - (5-B) - 2022 - (16-B) - 2023 - (17-B) |

*La temporada fue cancelada debido a la pandemia del coronavirus.

## Palmarés
- NM1
  - Campeón: 2004

- Pro B
  - Finalista: 2007

## Jugadores destacados
| - Jean-Richard Volcy - Matthew Wright - Alexandros Liatsos - Carlos Cherry - Jean Bernage - Julien Bestron - Benoit Claude - Maxime Choplin - Moustapha Diarra - Olivier Djomo - Bassa Doumbé - Morgand Durand - Nils Gouacide - Guillaume Granotier - Romain Grégoire - Marc-Antoine Hello - Fabien Hérard - Gregory Lessort - Antoine Liorel - Alexandre Mendy - Kévin Mondésir - Vincent Mouillard | - Frédéric N'Kembe - Étienne Plateau - Thomas Prost - Aurélien Rigaux - Aurélien Salmon - Thomas Séguéla - Gary Staelens - Nicolas Strunc - Gilles Tacita - Mathieu Tensorer - Mansour Tall - Florian Thibedore - Adrien Thimon - Aurélien Toto N'Koté - Tony Traineau - Ali Traoré - Moses Sonko - Damian Staple - Deividas Bušma - Andrius Ragauskas - Marius Runkauskas - Corey Raji | - Miguel Cardoso - Bogdan Popescu - Djordje Petrović - Vyacheslav Bobrov - Chris Artis - Kelyn Block - Jahsha Bluntt - Trey Britton - Dwight Burke - George Byrd - Rick Cornett - Will Creekmore - J.K. Edwards - Jeffrey Fahnbulleh - John Ford - Evan Harris - Marvin Jefferson - Matt Kempfert - Gabe Kennedy - Darren Kent - Adam McCoy - Tyray Pearson | - Nathaniel Roche - Steve Smith - Larry Stewart - Omar Strong - Brian Swift - John III Thomas - Brian Thompson - John Whorton - Jeremy Williams - Major Wingate - Pierre Wooten - Sammy Yeager - Lionel Bomayako - Jerome Robinson - Jean-Michel Mipoka - Kris Morlende - Jean-Felix Moupegnou - Mickaël Toti - Alexandre N'Kembe - Sergio Nkonga Nolla - Daniel Oyono - Ralph Temgoua | - Yaya Adamou - Jean-Paul Landu Bongo - Kiaku Tomaku - Tahirou Sani - Wiaczesław Rosnowski - Pele Paelay - Noël Nijean - Andrew Lovedale - Ben Dewar - Shaun Fein - Pete Sears - Asenso Ampim - Steve Dagostino - Chaz Carr - McHugh Mattis - Ronald Yates - Carlos Monroe - Fred Drains - Gerald Riley |

## Entrenadores
| - Olivier Cousin (1999-2007; 2009-2012) - François Péronnet (2007-2008) - Jacky Périgois (2008) - Olivier Pons (2008-2009) | - Aymeric Collignon (2012-2014) - Hugues Occansey (2014-2015) - Laurent Foirest (2015-presente) |